# Cuixabarba
|  | Per a altres significats, vegeu «amargot». |

La barballa, apagallums, cuixabarba o pa de conill (Scorzonera laciniata) és una planta herbàcia de la família de les asteràcies nativa a la Mediterrània i, a l'est, fins al Pakistan. Ha estat introduïda a Austràlia i el continent americà. Creix en camps de cultiu i erms, hàbitats rocosos i cunetes. És una planta anual o biennal de mida baixa a mitjana i molt variable, ocasionalment perenne monocàrpica. Fulles basals 1-2 pinnatilobulades, amb segments esvelts; fulles superiors menys dividides i que abracen la tija. Capítols groc llis, de 15-25 mm, solitaris amb un peduncle gruixut; bràctees involucrals de lanceolades a ovals, les internes iguals o lleugerament més curtes que les lígules. Floreix a la primavera.